# Guerra Civil lituana
|  | Per a altres significats, vegeu «Guerra Civil lituana (1389-1392)». |

La Guerra Civil lituana de 1381 a 1384 va ser la primera lluita entre els cosins Ladislau II Jagelló, Gran Duc de Lituània i posteriorment Rei de Polònia, i Vitautas. Va començar després de la signatura per part de Jagelló del Tractat de Dovydiškės amb l'Orde Teutònic, aliança dirigida contra el seu oncle Kęstutis, pare de Vitautas. Kęstutis va aconseguir prendre el poder al Gran Ducat, però va ser traït pels partidaris de Jagelló, principalment de Vílnius. Durant les negociacions per a una treva, Kestutis i Vitautas van ser arrestats i tancats al Castell de Kreva. Kestutis moriria allà una setmana després, però Vitautas va aconseguir escapar i es va aliar amb els Cavallers Teutònics. A continuació les dues forces van saquejar les terres lituanes. Finalment els primers es reconciliarien a causa de la necessitat de Jagelló d'obtenir estabilitat interna de cara a les negociacions amb el Gran Ducat de Moscou i el Regne de Polònia per a una possible cristianització de Lituània. La guerra no aconseguiria dirimir la lluita de poder, ja que es reprendria a la Guerra Civil Lituana de 1389-1392 que es resoldria amb el Pacte d'Ostrów. Després de més de deu anys de lluita, Jagelló finalment es convertiria en Gran Duc de Lituània i governaria el país durant 38 anys.

## Antecedents
Els germans Algirdas i Kęstutis cogovernaren pacíficament el Gran Ducat de Lituània. Algirdas, que era el Gran Duc, va passar gran part de la seva vida tractant amb els habitants de les províncies orientals del Gran Ducat, eslaus de fe ortodoxa. Kestutis, en nom d'Algirdas, conduïa la majoria dels assumptes de la part occidental, incloent la defensa contra l'Orde Teutònic. Algirdas va morir a 1377, deixant el tron a Jagelló, el seu fill gran del seu segon matrimoni amb Uliana de Tver. Kestutis i Vitautas van continuar col·laborant amb Jagelló fins i tot quan el seu dret a l'herència va ser posat en litigi per Andrei de Polotsk, el fill gran de la seva primera unió amb Maria de Vitebsk.
Els cavallers teutons van continuar la seva croada contra la pagana Lituània. A l'hivern de 1378 es va organitzar una gran campanya. Els teutons van arribar a Brest i al riu Prípiat. Els cavallers de l'Orde livonià van saquejar Upytė. Una altra campanya amenaçava a la capital, Vílnius. L'estiu de 1379, el germà de Jagelló, Skirgaila va ser enviat als Cavallers per discutir la situació, possibles vies de cristianització i la fi del suport de l'Orde livonià a Andrei, però els detalls de l'ambaixada són desconeguts, i fins i tot es rumoreja que també va visitar l'emperador del Sacre Imperi Romanogermànic. Mentre que el propòsit i el resultat del viatge no han quedat clars, normalment se cita com una intriga a l'esquena de Kestutis. Mentrestant Kestutis va oferir negociar una treva amb els cavallers i un intercanvi de presoners. El 29 de setembre de 1379, es va signar una treva per a deu anys a Trakai. A aquesta treva van seguir tres dies de negociacions secretes entre Jagelló i els cavallers a Vílnius. Va ser l'últim tractat que Kestutis i Jagelló van signar conjuntament. No obstant això, la treva només protegia les terres cristianes del sud, de manera que les terres paganes de Kestutis al nord i l'oest de Lituània eren vulnerables encara als atacs teutònics.
El febrer de 1380, Jagelló, sense Kestutis, va fer un pacte amb l'Orde livonià per protegir les seves terres lituanes i acabar amb el suport d'aquesta a Andrei de Polotsk. El 31 de maig del mateix any, Jagelló i el Gran Mestre de l'Orde Teutònic Winrich von Kniprode van signar el Tractat de Dovydiškės. Les clàusules del tractat, eren, en línies generals, complicades i no molt clares. Segons els termes de l'acord, Jagelló no podia intervenir si atacaven els cavallers a Kestutis o als seus fills. No obstant això, si per no semblar sospitós hagués de brindar ajuda, no seria una violació del tractat. És objecte de controvèrsia la motivació darrera d'aquest tractat. Alguns historiadors culpen Uliana, mare de Jagelló, o el seu conseller Vaidila, mentre que altres assenyalen diferències generacionals: Kestutis tenia al voltant de 80 anys i no volia convertir-se al cristianisme; Jagelló, d'altra banda, tenia uns trenta anys i estava intentant trobar vies per convertir i modernitzar el país. Existeix també la teoria que el tractat estava dirigit principalment contra Andrei i els seus aliats-el seu germà Dmitri de Briansk i el Gran Duc de Moscou Dmitri Donskói. Jagelló, un cop va haver assegurat el seu front occidental, es va aliar amb l'Horda d'Or contra el Gran Ducat de Moscou per a la futura batalla de Kulikovo.

## El cop d'estat de Kestutis

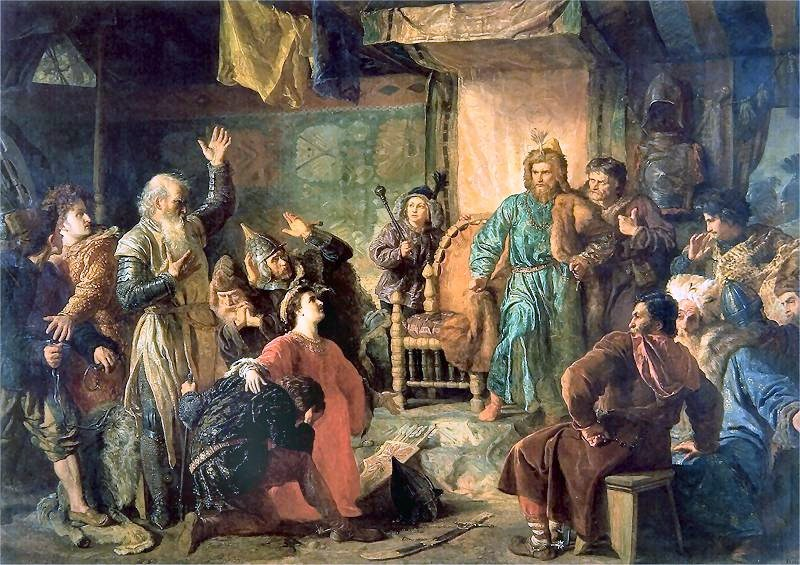
Vitautas i Kestutis empresonats per Jagelló. obra de Wojciech Gerson.

A principis de 1381, sense violar el Tractat de Dovydiškės, els Cavallers Teutònics van saquejar el Ducat de Trakai i Samogítia. Mentre saquejaven, en el camí de Trakai, els Cavallers van usar bombardes per primera vegada van destruir Naujapilis fent uns tres mil presoners. L'agost de 1381, Kuno von Liebenstein, komtur d'Osterode i padrí de Danuta de Lituània, va informar Kestutis del tractat secret. Quan Kestutis li va preguntar a Vitautas si sabia alguna cosa del tractat, ell ho va negar i va mostrar les seves sospites que podia ser un parany teutònic. La tardor de 1381, Kestutis es va aprofitar de la revolta de Polotsk contra Skirgaila. Jagelló estava sufocant la revolta, i la seva absència suposava una bona oportunitat per capturar Vílnius, la capital del Gran Ducat. Kestutis va esdevenir gran duc i Jagelló va ser fet presoner quan tornava a Vílnius. Vaidila va ser executat. Jagelló va jurar fidelitat a Kestutis, va ser alliberat, i va rebre Kreva i Vítsiebsk com a patrimoni. Kestutis va reprendre la guerra contra els Cavallers Teutònics: el seu exèrcit va saquejar Warmia i va intentar capturar Georgenburg (Jurbarkas).
El 12 de juny de 1382, mentre Kestutis estava absent lluitant contra Kaributas de Nóvgorod-Seversk, que s'havia negat a pagar impostos, i Vitautas estava a Trakai, els residents de Vílnius, encapçalats pel mercader Hanula, van deixar que l'exèrcit de Jagelló ocupés la ciutat. Els mercaders estaven descontents amb les polítiques de Kestutis, ja que deterioraven l'economia, especialment el comerç amb Livònia. Vitautas va intentar reunir tropes a Trakai i atacar Vílnius, però Jagelló va recuperar el tron. El 6 de juliol, va signar la treva de Bražuolė de dos mesos amb els Cavallers Teutònics. Vitautas es va retirar de Trakai davant l'avanç de les tropes conjuntes dels teutònics i Jagelló es va rendir a la ciutat el 20 de juliol. Mentre Kestutis reunia als seus partidaris a Samogítia, el seu fill buscava soldats a Hrodna i el seu germà Liubartas reclutava homes al Principat de Galítsia-Volínia. El 3 agost 1382 es van trobar els exèrcits de Kestutis i Jagelló prop de Trakai per a una batalla decisiva, però aquesta mai es va donar. Segons les fonts teutones, Kestutis es va adonar que Jagelló i els seus aliats teutònics tenien forces superiors i el seu contingent samogiti es negava a lluitar. Tots dos bàndols acordaren negociar. Kestutis i Vitautas van anar al campament de Jagelló, però van ser arrestats i enviats a presó al Castell de Krev.El seu exèrcit es va dispersar. El 15 d'agost, cinc dies després del seu empresonament, Kestutis va ser trobat mort per Skirgaila. Jagelló va dir que s'havia penjat a si mateix, però es van estendre rumors que havia estat estrangulat. Jagelló va organitzar un gran funeral pagà per Kestutis, i el seu cos va ser enterrat amb cavalls, armes i altres tresors a Vílnius.

## Fugida de Vitautas
Vitautas va romandre a la presó fins a la tardor de 1382. Va aconseguir escapar amb l'ajuda de la seva dona Anna, qui va rebre permís per visitar el seu marit. D'acord amb diferents fonts Vitautas va intercanviar les seves robes amb les de la seva dona o una de les seves donzelles i es va escapar sense ser detectat. Primer va buscar l'ajuda de la seva germana Danuta i el seu marit Janusz I de Varsòvia, i més tard es va adreçar a Siemowit IV, Duc de Masovia. Finalment va anar a veure els seus enemics, els Cavallers Teutònics per demanar-los protecció i ajuda militar contra Jagelló. D'acord amb Wigand de Marburg, Biruté, mare de Vitautas, va ser ofegada a Brest pel que sembla a represàlia a la seva fugida. Dos dels seus parents, Vidimantas i Butrimas, també van ser assassinats.
Els cavallers van rebre Vitautas sense entusiasme. Per la mateixa època estaven negociant amb Jagelló. El 31 octubre 1382, van formular el Tractat de Dubysos en tres actes separades. Era una recompensa per tota la seva ajuda per derrotar Andrei i Kestutis. Jagelló es comprometia a acceptar el cristianisme en el termini de quatre anys, a convertir-se en aliat de l'Orde, a no iniciar cap guerra sense l'aprovació de l'Orde, i a lliurar Samogítia, que encara donava suport a Vitautas, a partir del riu Dubysos. No obstant això, la ratificació del tractat s'ajornava contínuament. Una de les raons per al refredament de les relacions va ser la guerra que Jagelló havia començat amb Mazovia, sense consultar. Els Cavallers també van intentar enfrontar Vitautas i Jagelló. Altres historiadors suggereixen que Jagelló estava pensant en una aliança amb Polònia o Moscou. Finalment el juny de 1383, Jagelló i el Gran Mestre no van acudir a una reunió programada excusant-se amb pretextos i l'aliança es va trencar. Els Cavallers van reprendre aleshores la seva guerra contra Lituània.

## Reconciliació
A principis de setembre, Vitautas i els Cavallers van prendre el control de Trakai breument, i van atacar sense èxit Vílnius. El 21 d'octubre de 1383, a Tapiau, Vitautas va ser batejat en una petita cerimònia en el ritu catòlic i va rebre el nom de Wigand (en lituà:  Vygandas ) pel seu padrí Wigand, komtur de Ragnit. Vitautas va rebre Nou Marienburg, un castell sobre el riu Nemanya prop de la desembocadura del Dubysos, on se li van unir els seus parents i partidaris, deterrats de les seves possessions per Jagelló. Entre ells hi havia el seu germà Tautvilas Kęstutaitis. Vitautas va intentar també assegurar-se el suport dels samogitis. El 30 de gener de 1384, a Königsberg, Vitautas va signar el tractat del mateix nom i va prometre convertir-se en vassall de l'Orde i cedir part de Samogítia a l'Orde Teutònic, des del riu Nevėžis, incloent-hi Kaunas. El maig de 1384, els Cavallers van començar a construir una nova fortalesa a Kaunas, anomenada Nova Marienverder. El 14 de juny de 1384, Vitautas va renovar les seves promeses del gener en aquesta nova fortalesa.
Mentrestant Jagelló, probablement influenciat per la seva mare ortodoxa Uliana de Tver, va buscar l'aliança amb el Gran Ducat de Moscou. Estava negociant el seu matrimoni amb Sofia, filla de Dmitri Donskói, i també ser batejat segons el ritu ortodox. Amb la intenció de dur a terme els seus plans, havia de reconciliar-se amb Vitautas i finalitzar la guerra civil. A la primavera de 1384, Jagelló li va oferir Volynia amb Lutsk, però Vitautas va rebutjar l'oferta i va demanar la devolució de tot el seu patrimoni, que incloïa Trakai, governada llavors per Skirgaila. Jagelló va prometre entregar tan aviat com Skirgaila aconseguís Polotsk. El juliol, Vitautas es va mostrar conforme i va decidir abandonar l'aliança amb els Cavallers Teutònics. Va cremar dos castells teutònics al riu Niemen (Nou Mariemburgo i Georgenburg). Nova Marienverder va ser assetjada durant sis setmanes per les forces conjuntes de Jagelló i Vitautas.

## Conseqüències
Vitautas va tornar a Lituània sense un acord escrit clar per part de Jagelló. Va rebre hrodna, Brest, Podlàquia, Vawkavysk. Amb la intenció de rebre Volynia després de la mort del seu oncle Liubartas, Vitautas es va batejar al ritu ortodox. Skirgaila continuar governant Trakai. Vitautas va jurar fidelitat a Jagelló i va esdevenir un dels ducs regionals. Jagelló estava considerant les diferents propostes de baptisme. Va rebutjar el Tractat de Dubysos amb els Cavallers Teutònics. Negociar amb Moscou, però era un aliat perillós, a més que l'ortodòxia no els salvaria dels atacs dels Cavallers Teutònics. Moscòvia va perdre una part del seu poder i influència després del setge de Moscou de 1382 pels mongols. Una tercera opció era representada per Polònia: s'estava buscant un xicot adequat per Jadwiga de Polònia, que hauria de ser un candidat vàlid per convertir-se en rei de Polònia. L'agost de 1385, Jagelló va signar la Unió de Krewo, prometent cristianitzar Lituània, casar-se amb Jadwiga, formant entre els dos territoris una unió personal. el 1386, va ser batejat i coronat rei. Skirgaila va ser deixat com a regent a Lituània. Aprofitant-se de l'absència de Jagelló, Andrei de Pólotsk va reprendre la seva lluita pel tron de Lituània. Durant aquest temps Vitautas romandre lleial i va ajudar a Jagelló i Skirgaila a derrotar Andrei.
El 28 d'abril de 1387, després de la derrota d'Andrei, Skirgaila rebre Pólotsk i Trakai-trencant així la promesa tat a Vitautas que rebria Trakai quan Skirgaila rebés Pólotsk. Tractant d'apaivagar-lo, Jagelló li va atorgar Lutsk (encara que va deixar a un polonès al càrrec del castell de Lubart i Volodímir Això no li va satisfer i es va espatllar la relació. Pel msimo temps, el descontentament dels lituans amb el govern de Skirgaila creixia dia a dia, ressentint de la influència polonesa en el govern. Volien mantenir la singularitat legal de Lituània i que es reservaran els càrrecs oficials als lituans. traïts, els Cavallers Teutònics continuar reclamant Samogítiay continuar preparant la guerra. Aquestes circumstàncies van permetre a Vitautas reaparèixer en la lluita pel poder. Per segona vegada aniria als Cavallers, de manera que es va donar una altra Guerra civil. Aquesta acabaria al Pacte d'Ostrów, el 1392. Vitautas li juraria novament fidelitat a Jagelló, que li otoraría una gran autonomia a Lituània, convertint-se en gran duc de Lituània durant 38 anys.